# QRIII
QR III es el quinto álbum de la banda americana de heavy metal Quiet Riot. El nombre de esta grabación es la abreviatura de "Quiet Riot III", y fue lanzado en 1986. A pesar del título, en realidad es el quinto álbum de la banda, sin embargo, fue en su tercer gran discográfica/lanzamiento mundial. Tras el éxito masivo de Metal Health y la recepción más modesta de Condition Critical (que no logró duplicar el éxito de Metal Health, pero al menos llegó al top 20 y recibió una certificación de platino), QRIII representa a 
Quiet Riot lejos del estrellato. El álbum sólo alcanzó el puesto # 32 en las listas de EE. UU. y aún no ha logrado ninguna certificación.

El primer sencillo The Wild And The Young, es un himno al estadio de la energía de la juventud. El video que lo acompaña pintó un cuadro orwelliano del futuro, donde los militaristas totalitarios lucharon para acabar con el rock and roll - una referencia a las audiencias del Senado sobre el lenguaje explícito en las canciones de heavy metal.

## Lista de canciones
1. "Main Attraction" - 4:43 (DuBrow, Cavazo, Wright, Banali, Proffer, Purdell)
2. "The Wild and the Young" - 3:37 (DuBrow, Cavazo, Wright, Banali, Proffer)
3. "Twilight Hotel" - 4:35 (DuBrow, Cavazo, Wright, Banali, Proffer)
4. "Down and Dirty" - 3:15 (DuBrow, Cavazo, Wright, Banali)
5. "Rise or Fall" - 4:01 (DuBrow, Cavazo, Wright, Banali)
6. "Put Up or Shut Up" - 4:07 (DuBrow, Cavazo, Wright, Banali)
7. "Still of the Night" - 4:42 (DuBrow, Cavazo, Wright, Banali, Proffer, Purdell)
8. "Bass Case" [bass solo] - 0:59 (Wright)
9. "The Pump" - 4:02 (DuBrow, Cavazo, Wright, Banali)
10. "Slave to Love" - 3:55 (DuBrow, Cavazo, Wright, Banali, Proffer, Bush)
11. "Helping Hands" - 4:13 (DuBrow, Cavazo, Wright, Banali)

## Posiciones
| Lista (1986)               | Posición | Semanas Totales |
| -------------------------- | -------- | --------------- |
| Lista de álbumes de Suecia | 29       | 2               |
| U.S. Billboard Hot 200     | 31       | 20              |

## Personal
- Kevin DuBrow - Voz.
- Carlos Cavazo - Guitarra principal.
- Chuck Wright - Bajo.
- Frankie Banali - Batería.

## Producción
- Spencer Proffer - Productor
- John Purdell - Productor